# Lille–Brüssel–Lille
Das Straßenradrennen Lille–Brüssel–Lille war ein französisch-belgischer Radsportwettbewerb für Berufsfahrer, der als Eintagesrennen von 1932 bis 1939 vom nordfranzösischen Lille in die belgische Hauptstadt Brüssel und zurück nach Lille veranstaltet wurde. Das Rennen hatte acht Austragungen.

## Palmarès
- 1932  Émile Bruneau
- 1933  Polydore Goossens
- 1934  Roger Debruycker
- 1935  Philémon De Meersman
- 1936  Maurice Van Herzele
- 1937  Valere Voue
- 1938  Maurice Houfflin
- 1939  Albert Sercu